# Giorgio Paximadi
Giorgio Paximadi (* 1962) ist ein italienischer römisch-katholischer Theologe. Er lehrt als ordentlicher Professor für Exegese des Alten Testaments an der Facoltà di Teologia di Lugano.

## Leben
Er studierte klassische Literatur an der Università Cattolica del Sacro Cuore mit einer Studienabschlussarbeit über Allgemeine Linguistik, die auf klassische Sprachen angewendet wurde. 1991 erhielt er ein Lizenziat Il Salmo 68 (69) nell'esegesi di Eusebio di Cesarea e di Sant'Agostino. Saggio di analisi comparata in Theologie an der Universität Fribourg bei Dominique Barthélemy. Er schrieb sich am Pontificio Istituto Biblico ein, wo er ein Lizenziat in der Heiligen Schrift bei Luis Alonso Schökel und das Doktorat in Biblischen Wissenschaften mit einer Doktorarbeit mit dem Titel Ed io dimorerò in mezzo a loro bei Pietro Bovati erhielt.
Paximadi hat die Paulusbriefe an Titus, an die Galater und an die Philipper ins Italienische übertragen und kommentiert.

## Schriften (Auswahl)
Exegetische Schriften
- E io dimorerò in mezzo a loro. Composizione e interpretazione di Es 25-31 (Retorica biblica. Band 8). EDB, Bologna 2004, ISBN 8810251067 (zugleich Dissertation, Pontificio Istituto Biblico 2001).
- Levitico. Introduzione, traduzione e commento (Nuova versione della Bibbia dai testi antichi. Band 3). San Paolo, Cinisello Balsamo 2017, ISBN 88-2159942-6.
- Lettera ai Galati, nuova traduzione, introduzione e commento. In: Bruno Maggioni und Franco Manzi: Lettere di Paolo. Cittadella Editrice, Assisi 2005, S. 639–743, ISBN 88-308-0805-9.
- Lettera ai Filippesi, nuova traduzione, introduzione e commento. In: Bruno Maggioni und Franco Manzi: Lettere di Paolo. Cittadella Editrice, Assisi 2005, S. 865–947, ISBN 88-308-0805-9.
- Lettera a Tito, nuova traduzione, introduzione e commento. In: Bruno Maggioni und Franco Manzi: Lettere di Paolo. Cittadella Editrice, Assisi 2005, S. 1391–1427, ISBN 88-308-0805-9.

Übersetzungen
- Henri Weil: L’ordine delle parole nelle lingue antiche comparate alle lingue moderne (= Quaderni del Centro di Linguistica dell’Università Cattolica 4). Editrice della scuola, Brescia 1991, ISBN 88-3508491-1.
- Jacob Weingreen: Grammatica di ebraico biblico (= Manualia luganensia Band 2). EUPRESS FTL, Lugano 2011, ISBN 88-7105248-X.

Herausgeberschaft
- mit Marcello Fidanzio: Terra sancta. Archeologia ed esegesi. Atti dei convegni 2008–2010. Lugano 2013, ISBN 978-88-88446-72-1.
- mit Ezio Prato, René Roux und Antonio Tombolini: Luigi Giussani. Il percorso teologico e l'apertura ecumenica. Lugano 2018, ISBN 88-6879588-4.